# بكسل 5
بكسل 5 هو هاتف ذكي يعمل بنظام أندرويد من إنتاج جوجل بكسل, ويعمل كخليفة لهاتف بكسل 4. تم الإعلان رسميًا عن الهاتف في 30 سبتمبر 2020, جنبًا إلى جنب مع بكسل 4a (5G), وتم إصداره في الولايات المتحدة في 29 أكتوبر 2020. هذا هو أول هاتف ذكي رائد في سلسلة بكسل لا يحتوي على إصدار XL.

## المواصفات

### التصميم والأجهزة
تم تصنيع بكسل 5 باستخدام «غلاف ألومنيوم معاد تدويره بنسبة 100٪» وزجاج زجاج غوريلا 6 للشاشة. الجهاز متوفر بألوان Just Black و Sorta Sage, وكلاهما لهما لمسة نهائية غير لامعة. يحتوي الغلاف على طبقة سميكة من البلاستيك, في حين أن زر الطاقة مؤكسد بطبقة نهائية معدنية. يحتوي الجزء السفلي من الجهاز على موصل USB-C يستخدم للشحن وإخراج الصوت. يحتوي على مكبرات صوت استريو, أحدها عبارة عن وحدة عرض سفلية مع السماعة الأخرى الموجودة على يمين منفذ USB-C. يحتوي الجزء الخلفي على قارئ بصمات الأصابع بالسعة, والذي تمت إزالته من بكسل 4.
يستخدم بكسل 5 نظام Qualcomm Snapdragon 765G متوسط المدى على الشريحة (يتكون من ثمانية نوى Kryo 475, وحدة معالجة الرسومات أدرينو 620 و Hexagon 696 DSP), مع 8 جيجا بايت من ذاكرة الوصول العشوائي LPDDR4X و 128 جيجا بايت من UFS 2.1 غير القابل للتوسيع التخزين الداخلي. يسمح Snapdragon 765G باتصال قياسي 5G ؛ يتم دعم كل من شبكات "sub-6" والموجة المليمترية (mmWave).
يحتوي بكسل 5 على 4080 بطارية مللي أمبير, زيادة كبيرة عن بطارية سلفها 2800 مللي أمبير في الساعة. إنه قادر على الشحن السريع حتى 18 واط, ويدعم الشحن اللاسلكي Qi وكذلك الشحن اللاسلكي العكسي. يتم تمكين ذلك من خلال فتحة في اللوحة الخلفية لملف الشحن اللاسلكي, مغطى بالراتنج الحيوي. يحتفظ بتصنيف حماية الماء IP68 بموجب معيار اللجنة الكهروتقنية الدولية 60529. تم حذف قدرات استشعار الحركة والتعرف على الوجه في بكسل 4, بالإضافة إلى Active Edge و بكسل Neural Core.
يتميز بكسل 5 بشاشة OLED مقاس 6 بوصات (152 مم) بدقة 1080 بكسل مع دعم HDR10 +, والتي تعمل بمعدل تحديث يصل إلى 90 هرتز ؛ يتم ضبطه ديناميكيًا اعتمادًا على المحتوى للحفاظ على عمر البطارية. وعرض له 19.5: 9 نسبة الارتفاع, ويعتمد على جمالية التصميم مشابه ل4A بكسل، مع حواف موحدة ضئيلة وانقطاع دائري في الزاوية اليسرى العليا للكاميرا الأمامية.
يشتمل بكسل 5 على كاميرات خلفية مزدوجة موجودة داخل وحدة مربعة مرتفعة. في حين أن الكاميرا العريضة لم تتغير, فإنها تشتمل على عدسة واسعة للغاية لتحل محل العدسة المقربة لـ بكسل 4. تحتوي العدسة العريضة 28 مم 77 درجة f / 1.7 على مستشعر Sony Exmor IMX363 بدقة 12.2 ميجابكسل, بينما تحتوي العدسة فائقة الاتساع 107 درجة f / 2.2 على مستشعر 16 ميجابكسل ؛ يتم مشاركة كلا المستشعرين مع بكسل 4a (5G). تستخدم الكاميرا الأمامية مستشعر 8 ميجابكسل. إلى جانب بكسل 4a (5G), فهو أول هاتف بكسل قادر على تسجيل فيديو بدقة 4K بمعدل 60 إطارًا في الثانية, حيث كانت هواتف بكسل السابقة تقتصر على 30 إطارًا في الثانية. على الرغم من أنه يفتقر إلى بكسل Neural Core, فقد تمت إعادة صياغة بكسل Visual Core لدعم Live HDR + وميزات التعرض المزدوج الموجودة على بكسل 4. تشمل التحسينات الإضافية للبرامج وضع Portrait Light الجديد, و Portrait Mode for Night Sight, وإعداد Cinematic Pan و HDR + مع تعريض ضوئي .

### برمجة
يتم شحن بكسل 5 مع أندرويد 11 والإصدار 8.0 من تطبيق جوجل كاميرا عند الإطلاق, مع ميزات مثل Call Screen وتطبيق Personal Safety. ميزة جديدة يتم تقديمها بشكل متزامن على بكسل 4a (5G) هي Extreme Battery Saver, والتي توقف معالجة التطبيقات في الخلفية ولا تسمح إلا بتشغيل التطبيقات الأساسية. سيكون متاحًا على طرازات بكسل الأقدم كجزء من تحديث البرنامج في المستقبل. من المتوقع أن يتلقى 3 سنوات من ترقيات نظام التشغيل الرئيسية مع دعم يمتد حتى عام 2023.

## مشاكل معروفة
- تحتوي بعض الأجهزة على فجوة صغيرة بين الشاشة والإطار.[8][9][10] صرحت جوجل أن الهاتف مصمم بهذه الفجوة.[11] من المتوقع أن يقوم المستخدمون بإعادة الهاتف خلال فترة الإرجاع التي تبلغ 15 يومًا إذا كانوا غير راضين, حيث لن يتم إصلاح الهاتف لهذه المشكلة أثناء فترة الضمان.[12]
- ترتفع درجة حرارة جهاز بكسل 5 عند تسجيل مقاطع فيديو بدقة 4K بمعدل 60 إطارًا في الثانية.[13]
- يومض مستشعر القرب بشكل متكرر عند الوصول إليه أو مراقبته بواسطة أحد التطبيقات.[14]
- جوجل باي لا يعمل مع بعض المستخدمين.[15]
- يعلق مؤشر البطارية أحيانًا ببعض الأرقام العشوائية. تعمل جوجل على إصلاح.[16][17][18]
- بكسل 5 لا يعمل في بعض شبكات 5G.[19][20]
- أبلغ بعض المستخدمين عن استنزاف مفرط للبطارية أثناء الخمول. قد يكون اتصال 5G هو المشكلة هنا. تقوم جوجل بالتحقيق في المشكلة.[21][22]

### القضايا التي تم حلها
- هواتف بكسل 5 بها مشاكل في مستوى الصوت.[23] تم إصلاح هذه المشكلة في تحديث يناير 2021.[24]
- واجه بكسل 5 مشاكل في التنبيهات غير المتوقعة عند استخدامه مع بكسل Stand. قامت جوجل بحل المشكلة من خلال تحديث APK لجهاز بكسل Stand.[25]

## روابط خارجية
- الموقع الرسمي